# Maxim Konrad Elias
Maxim Konrad Elias (* 31. Julijul. / 12. August 1889greg. in Minsk, Russisches Kaiserreich als Maxim Konradowitsch Jeliaschewitsch, russisch Максим Конрадович Елиашевич, wiss. Transliteration Maksim Konradovič Eliaševič; † 6. Mai 1982 in Alliance, Nebraska) war ein US-amerikanischer Geologe, Paläontologe und Paläobotaniker russischer Herkunft. Er leistete Pionierarbeit zu fossilen Gräsern und tertiärer Vegetation, zyklischer Sedimentation und Ablagerungsumgebungen sowie zur Biologie paläozoischer Moostierchen.
Sein botanisches Autorenkürzel lautet „M.K.Elias“.

## Leben
Während der Russischen Revolution von 1917 erhielt Elias ein Geologie-Diplom von der Staatlichen Bergbau-Universität Sankt Petersburg  und zog dann mit seiner Frau und seinem kleinen Sohn nach Sibirien, wo er drei Jahre lang als Geologe im Bergbau arbeitete. 1920 erhielt er in Wladiwostok eine Stelle als Dozent am Polytechnischen Institut. Danach emigrierte die Familie über Japan in die Vereinigten Staaten, wo sie im November 1922 ankam. Elias  arbeitete zunächst als Zeichner und erhielt schließlich eine Anstellung als Geologe beim Kansas Geological Survey, wo er unter der Leitung von Raymond C. Moore, dem Staatsgeologen und Direktor des Geological Survey, tätig war. 1939 wurde Elias mit seiner Dissertation Tertiary Grasses of the High Plains and Their Relations to the Geology of the Region. zum Ph.D. an der Yale University promoviert. 1927 arbeitete er im Auftrag des Geological Survey an der Kartierung der Kreide- und Tertiärschichten im Wallace County in Kansas. Seine erste Veröffentlichung über den Ursprung von Höhlen im Wallace County erschien im AAPG Bulletin, das von Moore herausgegeben wurde. Das Kansas Survey Bulletin on Wallace County, ein Hauptwerk in der damaligen Zeit, wurde 1931 veröffentlicht. Elias’ Arbeit in den High Plains gipfelte in Abhandlungen über tertiäre Gräser, den Tertiärschichten der Ogallala-Formation, den Algenkalkstein oberhalb der Ogallala-Formation und die kreidezeitlichen Kopffüßer (Cephalopoda). 1937 erschien sein Artikel Depth of deposition of the Big Blue (late Paleozoic) sediments in Kansas. Diese Abhandlung war über die Zyklotheme der Big Blue Series (Perm) und der Rekonstruktion der Ablagerungsumgebungen, einschließlich der Wassertiefe des einstigen Kansas-Binnenmeeres. Etwa zur gleichen Zeit entdeckte Norman D. Newell die Walchia Plant Fossil Beds des Pennsylvanian in der Nähe von Garnett im östlichen Kansas, die als „permische“ Flora identifiziert wurden. Diese Fossilbetten waren Gegenstand mehrerer Artikel von Elias, von denen er die meisten in Zusammenarbeit mit Newell verfasst hatte.
Mitte der 1930er Jahre fassten Moore, Newell, Elias und J. Mark Jewett, der an der Wichita State University an der permischen Schichtenfolge in Zentral-Kansas arbeitete, ihre Ergebnisse zusammen. Daraus entstanden zwei umfangreiche Manuskripte, die jedoch nie veröffentlicht wurden. Nach einem Jahr Arbeit in der Industrie in Südamerika wechselte Elias 1939 auf Einladung von George Condra, dem Staatsgeologen von Nebraska, zum Nebraska Geological Survey an der University of Nebraska-Lincoln.
In Nebraska veröffentlichte Elias seine erste Abhandlung über die spättertiäre Prärievegetation des Bundesstaates, die eine Erweiterung seiner Arbeit in den High Plains von Kansas war. Er setzte seine High-Plains-Studien fort, wandte sich aber mehr der Paläontologie zu und arbeitete in Zusammenarbeit mit Condra an Algen und Bryozoen. In frühen 1940er Jahren befasste sich der Großteil von Elias’ Schriften mit Bryozoen. Er hatte eine Anstellung als außerordentlicher Professor an der University of Nebraska-Lincoln. Nach seiner Pensionierung vom Nebraska Survey im Jahr 1958 wurde er emeritiert und wechselte an das Forschungsinstitut der University of Oklahoma in Norman, wo er zum Lehrbeauftragten ernannt wurde und ein eigenes Büro hatte. Dort setzte er seine paläontologischen Studien fort und arbeitete mit Carl Branson, dem Staatsgeologen von Oklahoma, und Tom Amsden zusammen. Seine Forschungsprojekte befassten sich erneut mit Bryozoen, sein weiteres Interesse galt jedoch den paläozoischen Zyklothemen. Seine letzte Publikation aus dem Jahr 1968 befasste sich mit spätpaläozoischen zyklischen Phänomenen.
Elias war Fellow der American Association for the Advancement of Science, der Geological Society of America und der Paleontological Society sowie Mitglied der American Association of Petroleum Geologists und der Russischen Geographischen Gesellschaft.
Elias hatte mit seiner Frau Helen drei Kinder, Max Jr., der für den U.S. Geological Survey arbeitete, Greg, der viele Jahre lang Geologe bei der Conoco Oil Company war, und  die Tochter Roxanne.